# Epidemische Pleurodynie
Die epidemische Pleurodynie (auch Pleurodynia epidemica und Myositis epidemica) oder Bornholmer Krankheit ist eine durch bestimmte Coxsackieviren verursachte Infektionskrankheit, die zu starken Schmerzen beim Atmen führt (siehe Pleurodynie).

## Synonyme und Geschichte
Die epidemische Pleurodynie wird auch Morbus Bornholm, Bornholmsche Krankheit und Bornholm-Krankheit genannt, da die ersten Fälle auf der dänischen Insel Bornholm 1930 von Eynar Sylvest (oder Ejnar Sylvester; * 1880) dokumentiert wurden. Weitere Synonyme sind Myalgia (acuta) epidemica, Myositis epidemica, Teufelsgriff, benigne epidemische Pleuritis und Lungenstich.

## Ursachen, Auftreten und Verlauf
Sie wird durch einige Arten der Enteroviren ausgelöst, nämlich durch Coxsackie-B-Viren.
Die Erkrankung ist hochansteckend; sie kann von Mensch zu Mensch übertragen werden (überwiegend durch Schmierinfektion). Man beobachtet eine Häufung von Erkrankungsfällen in den Sommermonaten.

## Symptome
Diese verursachen grippeähnliche Symptome, eine Entzündung der Brust- und Abdomenmuskulatur und zusätzlich eine trockene Rippenfellentzündung mit einer Pleurareizung. Typisch dafür ist ein akut einsetzender, gürtelförmiger Thoraxschmerz.